# Órzola
Órzola is een vissersdorp dat is gelegen aan de noordkant van het eiland Lanzarote (Canarische Eilanden, Spanje), dat deel uitmaakt van de gemeente Haría. De stad staat bekend als de plaats waar men de boot neemt naar het eiland Graciosa.
Santa Rosa de Lima wordt in de volksmond de beschermheilige van de vrouwen, en bloemisten genoemd. Aan het einde van augustus worden in het dorp festivals gehouden ter ere van haar.